# 李奧納多 (公司)

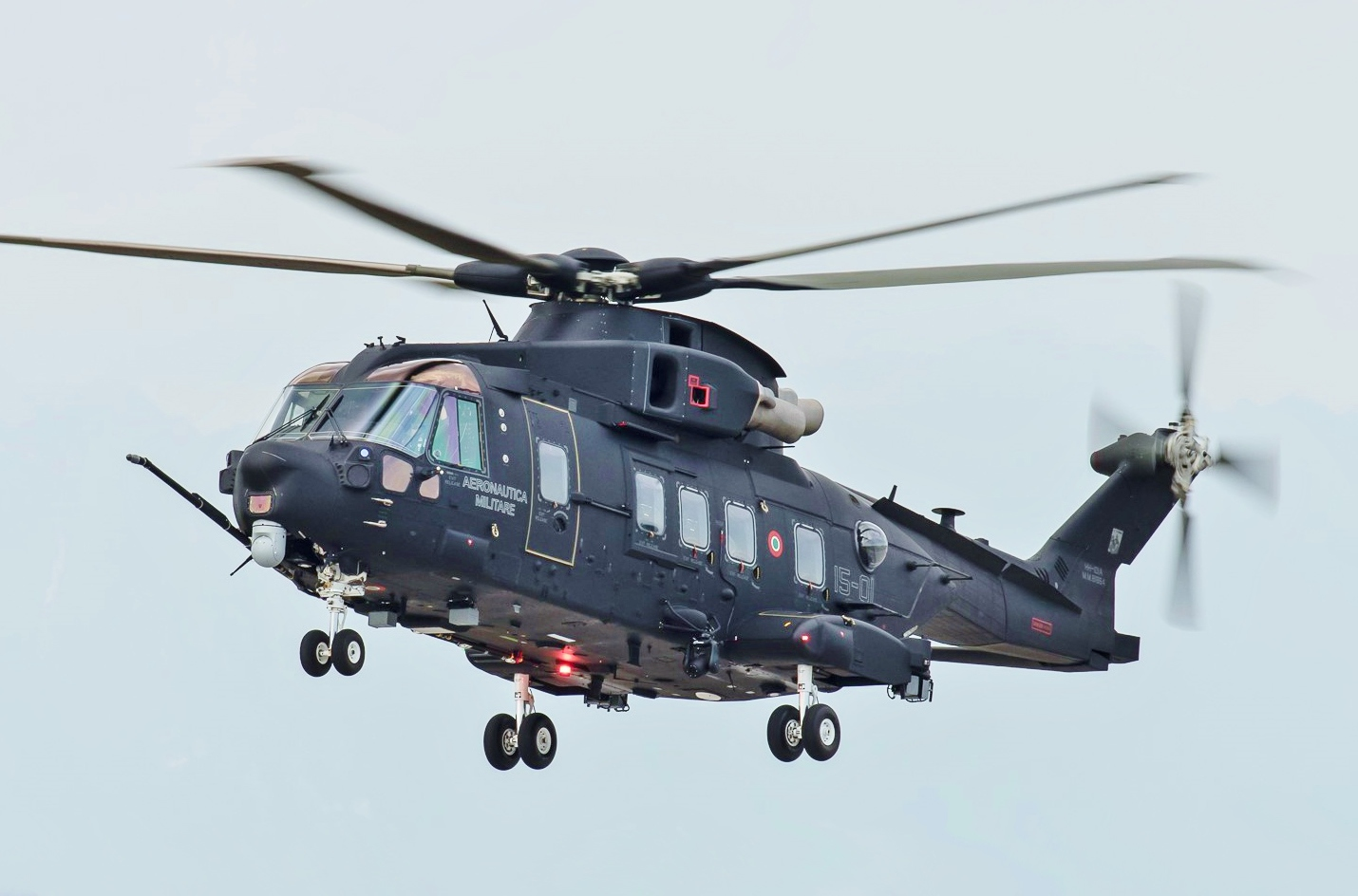
奧古斯塔偉士蘭AW101灰背隼直升機

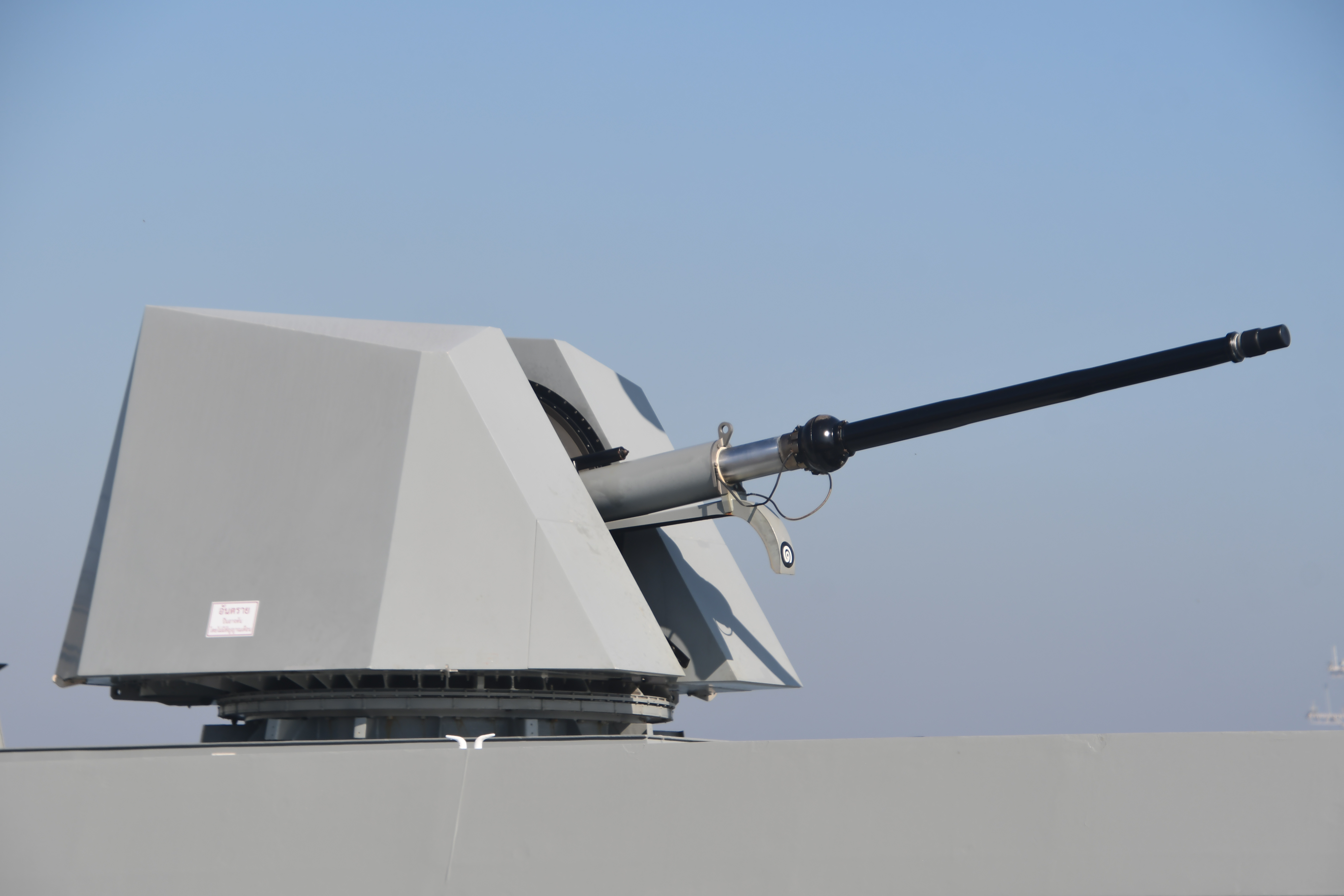
奧托梅萊拉76公釐艦炮

李奧納多股份有限公司（義大利語：Leonardo S.p.A），是一家总部位于意大利的高科技跨国企业，业务经营领域包括航天、防务和安全。集团为多国政府、军队和机构提供产品制造、服务和一体化的解决方案。
自2014年5月15日起，Mauro Moretti先生兼任集团的常务董事和总经理。集团拥有4万7千名雇员，在意大利、英国、美国和波兰设立有制造工厂，在全球五大洲的15个国家建立了办事处。 
2016年1月1日，集团正式合并旗下的控股公司OTO Melara和WASS，接管控股公司AgustaWestland、Alenia Aermacchi和Selex ES的所有业务。合并后的新集团运营于7个业务领域（直升机、飞机、航空基础设施、航空和航天电子系统、陆地和海洋防务电子、安全和信息化系统）。此外，还将依靠下述控股公司和合资公司开展业务：DRS Technologies（一体化防务的产品、服务和支持）, Telespazio（卫星服务）, Thales Alenia Space（卫星和轨道设施）, MBDA（导弹系统）, ATR（支线飞机）
原是芬梅卡尼卡股份有限公司（Finmeccanica S.p.A）。2016年4月28日，股東大會通過公司於2017年1月1日更名李奧納多（Leonardo），取自李奧納多·達文西；在此過渡期間則採李奧納多-芬梅卡尼卡（Leonardo-Finmeccanica）的名稱。

## 參與專案
- MBDA飛彈 (25%)
- 地平線級驅逐艦(Horizon SAS)和(EuroSysNav) 
 與法國DCNS和義大利Finmeccanica/Fincantieri合作.佔有一半股份, 法義兩國預計2016年前生產27艘以上 成本約US$160億美金(€110億歐元),這是西歐最大造艦計畫.[2][3]
- Eurotorp 
 與Finmeccanica 和法國 DCN/Thales 合作.佔有一半股份, 生產反潛武器和魚雷.
- NHIndustries (32%)[4]
- 歐洲戰機公司 (21%)
與EADS和BAE聯手設計並生產歐洲2000.
- 全球軍事航空系統(GMAS) 與Alenia North America Inc 和L-3 IS (L-3電信子公司) 聯手進行未來運輸機FCA計畫(Future Cargo Aircraft):
- NEUROn 歐洲無人機
- ATR (50%)
- C-27J斯巴達人戰術運輸機
- Telespazio (67%)
- 泰雷兹阿莱尼亚宇航公司 (33%)
- 亨索爾特 (22,8%)
- Avio (29,63%)